# Історіографія
Історіогра́фія — наука, що вивчає розвиток і нагромадження знань з історії суспільства, а також історичні джерела. Сукупність історичних творів, що стосуються певного періоду або якої-небудь проблеми; історична бібліографія. Назва походить від грец. ἱστορία (історія) «сповідь про минуле» та грец. γραφω (графо) «пишу, креслю». Це допоміжна літературознавча дисципліна, спрямована на висвітлення історії розвитку та нагромадження знань з історії та теорії літератури, літературної критики, фольклору, журналістики, культури тощо, відповідних першоджерел, літературних жанрів, стилів, творчої лабораторії того чи того письменника. Історіографія — це завжди інтерпретація.[джерело?] Спорідненою дисципліною є філософія історії.
Як поняття застосовується у трьох значеннях:[джерело?]
- як спеціальна галузь історичної науки, що вивчає її історію, процес нагромадження і розвитку історичних знань;
- як сукупність досліджень, наукової літератури, присвячених певній добі, періоду, проблемі, події, регіону чи країні;
- як науковий аналіз повноти й достовірністі дослідження в історичній науці тієї чи іншої проблеми, теми, події, певного періоду конкретної доби.

Історіографія вживається у вдосконаленні методології історичних досліджень.
Українська історіографія — спеціальна галузь історичної науки, яка вивчає тенденції розвитку історичних знань, української історичної думки, діяльність наукових осередків та центрів історичної науки, внесок визначних українських істориків у збагачення історичних знань не лише з історії України, але й світової історії.
В Україні термін «історіографія» в його сучасному значенні дістав поширення в другій половині XIX ст., спочатку в Галичині, а пізніше на Наддніпрянщині. Імператорський університет Св. Володимира був одним з піонерів серед російських університетів щодо викладання історіографії.
У 1874 професор І. Лашнюков опублікував у Києві «Очерки русской историографии». Велику увагу історіографічним дискурсам приділяли університетські професори М. Максимович, М. Костомаров, В. Іконников, В. Антонович.